# Wainia algoensis
Wainia algoensis är en biart som först beskrevs av Brauns 1926.  Wainia algoensis ingår i släktet Wainia och familjen buksamlarbin. Inga underarter finns listade i Catalogue of Life.